# Mariano Coccia
Mariano Coccia (Spinetoli, 8 febbraio 1962) è un allenatore di calcio ed ex calciatore italiano, di ruolo portiere.

## Carriera

### Giocatore
Ha vestito la maglia di diverse squadre professionistiche italiane, debuttando in Serie B nel 1982 con la Sambenedettese, dove è rimasto per due anni (uno da riserva ed uno da titolare).
In seguito ha militato nell'Avellino in Serie A, scendendo in campo 26 volte in campionato nell'arco di quattro stagioni.
Nel 1988 torna in Serie B al Barletta, società nella quale milita per due stagioni.
In seguito disputa cinque stagioni in Serie C con le maglie di Francavilla, di nuovo Sambenedettese ed infine del Giulianova.
In carriera ha totalizzato complessivamente 26 presenze in Serie A e 99 presenze in Serie B.

### Allenatore dei portieri
Al termine dell'attività agonistica è rimasto nel mondo del calcio svolgendo il ruolo di allenatore dei portieri, come collaboratore di Stefano Colantuono con cui aveva giocato insieme nell'Avellino. Ha rivestito dunque tale ruolo con Palermo, Torino, Atalanta Udinese, Bari e Salernitana.

## Palmarès

### Club

#### Competizioni nazionali
- Torneo Estivo del 1986: 1

Avellino: 1986